# Intel Capital
Intel Capital — це підрозділ корпорації Intel, створений для управління корпоративним венчурним капіталом, глобальними інвестиціями, злиттями та поглинаннями. Intel Capital здійснює інвестиції в акціонерний капітал широкого спектра стартапів і компаній, які пропонують апаратне та програмне забезпечення, а також послуги, що стосуються штучного інтелекту, автономних технологій, центрів обробки даних і хмарних технологій, 5G, обчислювальних систем наступного покоління, виробництва напівпровідників та інших технологій. Фірма є одним із найактивніших американських інвесторів у китайську індустрію штучного інтелекту.

## Історія
Intel Capital була заснована у 1991 році Лесом Вадашем і Аврамом Міллером. Спочатку організація називалася Corporate Business Development (CBD). Ця організація була створена головним чином для підтримки розвитку екосистеми Intel через інвестиції в акціонерний капітал стратегічних компаній. У той період Intel в основному інвестувала в американські компанії, і в 1998 році 95 % інвестицій були спрямовані в США. Більшість цих компаній займалися виробництвом і розробкою мікросхем, обладнання та програмного забезпечення, що сприяло попиту на висококласні персональні комп'ютери. Intel також придбала стартапи, щоб зміцнити свої позиції в галузях комунікацій та обробки інформації, оскільки вони були сприятливими для мікропроцесорів Intel.
З часом інвестиції в неамериканські компанії зросли, і до 2012 року міжнародні інвестиції становили близько 57 %. Intel Capital інвестувала понад 12,5 мільярдів доларів США у понад 1 550 компаній у 57 країнах. За цей час понад 200 портфельних компаній вийшли на публічні торги на різних біржах світу, а понад 325 були придбані або взяли участь у злитті.
У 2014 році Intel Capital мала 26 офісів, зокрема в Бельгії, Бразилії, Китаї, Індії, Німеччині, Ірландії, Японії, Ізраїлі, Нігерії, Польщі, Росії, Сінгапурі, Південній Кореї, Тайвані, Туреччині, Великобританії, США. Це стала найбільша у світі корпоративна програма венчурного капіталу в технологічному сегменті, яка інвестує як у вже відомі компанії, так і в стартапи.

### Інвестиції
Інвестиції Intel Capital включають Actions Semiconductor, AlterGeo, AppyStore, AVG, Bellrock Media, Box, Broadcom, Cloudera,
 CNET, Citrix Systems, Elpida Memory, Gaikai, Gigya, IndiaInfoline.com, Inktomi, Insyde Software, Integrant Technologies, July Systems, Kingsoft,
 LogMeIn, Mall.cz, Marvell, Mellanox, Mirantis, MongoDB, MySQL, NIIT, Ondot Systems, PCCW, Red Hat, Rediff.com, Research in Motion (Blackberry),
Saffron Technology, Sasken, StarkWare Industries, Smart Technologies, Snapdeal, Sonda, Sohu.com, Stratoscale, TechFaith, Trigence, VMware, Volocopter і WebMD. У 2014 році Intel Capital інвестував 62 млн доларів у 16 технічних стартапів,
Intel Capital почала інвестувати в сектор штучного інтелекту. У 2016 році вона інвестувала 10 мільйонів доларів у Lumiata, невелику аналітичну компанію, що спеціалізується на медичному ШІ. У вересні 2017 року, за повідомленнями, Intel Capital інвестувала 1 мільярд доларів у стартапи, що займаються штучним інтелектом, включаючи Mighty AI, Data Robot та багато інших. У 2020 році Intel Capital інвестувала в Jio Platforms. Вона також була частиною інвесторів, які вклали 102 мільйони доларів у фінансування серії A компанії Element.ai, яка прагне демократизувати доступ до ШІ.